# Richmond (Indiana)
Richmond város az USA Indiana államában. Lakosainak száma 35 720 fő (2020. április 1.).

## Népesség
A település népességének változása:

| 2010 | 36 812 |
| 2020 | 35 720 |